# О’Киф, Джоди Лин
Джоди Лин О’Киф (англ. Jodi Lyn O’Keefe; род. 10 октября 1978, Клифвуд-Бич, Нью-Джерси) — американская актриса и модель.

## Биография
Джоди Лин родилась в Клифвуд-Бич (Нью-Джерси) в семье смешанного ирландско-шведско-австрийско-польско-чешского происхождения.
Младшая из трёх сестёр в семье, она, подражая сестре Хизер, начала карьеру модели в 8 лет, демонстрируя детскую одежду в сети универмагов. В течение 9 лет она появлялась в рекламе разных компаний, в том числе Gitano Jeans.
В 12 лет Джоди Лин бросила школу, чтобы начать съёмки в сериале «Другой мир».
В 17 лет роль «дочери» Дона Джонсона в телесериале «Детектив Нэш Бриджес» сделала из актрисы звезду. Играть в сериале она продолжала до 2001.
На большом экране Джоди впервые появилась в 1998 в фильме «Хеллоуин: 20 лет спустя». Следующей её удачей была очередная экранизация «Пигмалиона» Бернарда Шоу — фильм «Это все она». Затем последовали несколько главных ролей: в «Способная ученица» — сиквеле фильма с Роуз Макгоуэн «Дьявол во плоти», в фильме Анжея Секулы и Джеймса Вудса «Falling in Love in Pongo Ponga» и триллере «Red Rover» с Уильямом Болдуином.
Несмотря на блестящий старт Джоди Лин в основном появляется в эпизодических ролях в сериалах. Наиболее заметными стали её роли в сериалах «The Evidence» (1999) и «Побег» (2006). Снялась в клипе американской рок-группы «3 Doors Down» — «Let Me Go».
В 2009 году Джоди Лин снималась для видео игры Command & Conquer: Red Alert 3 — Uprising (Electronic arts Los Angeles). Роль — представительница корпорации «ФьючерТех» Келли Уивер.
22 июня 2011 года она запустила линию одежды Queen George Clothing. В 2012 году она запустила линию ювелирных изделий Q.

## Избранная фильмография
| Год       |    | Русское название                    | Оригинальное название                | Роль                                 |
| --------- | -- | ----------------------------------- | ------------------------------------ | ------------------------------------ |
| 1996      | с  | Детектив Нэш Бриджес                | Nash Bridges                         | Кэссиди Бриджес                      |
| 1998      | ф  | Хеллоуин: 20 лет спустя             | Halloween H20: 20 Years Later        | Сара Уэйнтроп                        |
| 1999      | ф  | Это всё она                         | She’s All That                       | Тейлор Воган                         |
| 2000      | ф  | Способная ученица                   | Devil in the Flesh 2 (Teacher’s Pet) | Дебби Стронг/Трейси Кэрли            |
| 2000      | ф  | Любой ценой                         | Whatever It Takes                    | Эшли Грант                           |
| 2000      | ф  | Ворон 3: Спасение                   | The Crow III: Salvation              | Лорен Рендалл                        |
| 2002      | ф  | Влюбленность в Понго-Понга          | Falling in Love in Pongo Ponga       | Шоуни                                |
| 2002      | с  | Джордж Лопес                        | George Lopez                         | Кэмбелл                              |
| 2002      | с  | Дарма и Грег                        | Dharma & Greg                        | Симона                               |
| 2003      | ф  | Красный разбойник                   | Red Rover                            | Кайли Логан                          |
| 2003      | тф | Бассейн у Мэдди Брейкер             | The Pool at Maddy Breaker’s          |                                      |
| 2004      | ф  | Мумия: Обречённые                   | Mummy an' the Armadillo              | Джеки                                |
| 2004      | с  | Вернуть из мёртвых                  | Tru Calling                          | Кандас Эймс                          |
| 2004      | с  | Помощь                              | The Help                             | Бекки Видингс                        |
| 2004      | с  | Зачарованные                        | Charmed                              | демон-паук                           |
| 2004      | ф  | В поисках крови                     | Vampires: Out for Blood              | Лайла Симмонс                        |
| 2005      | тф | Усыновленный                        | Adopted                              | Ракель Рабинович                     |
| 2005      | с  | Юристы Бостона                      | Boston Legal                         | Нора Джэкобс                         |
| 2005      | с  | Ева                                 | Eve                                  | Люси, мачеха Риты                    |
| 2004—2010 | с  | Два с половиной человека            | Two and a Half Men                   | Гейл / Изабелла                      |
| 2005      | тф | Трое понтовых ребят                 | Three Wise Guys                      | Мэри Энн Девидсон                    |
| 2005      | с  | 12-й мужчина                        | The 12th Man                         | Линдси                               |
| 2005      | с  | Доказательства                      | The Evidence                         | Джеки Казарис                        |
| 2005      | ф  | Районная подземка                   | Venice Underground                   | Тайлер                               |
| 2006      | с  | Мыслить как преступник              | Criminal Minds                       | агент Аманда Гилрой                  |
| 2006      | с  | Звонок                              | The Call                             | Дженна Кинкейд                       |
| 2007      | с  | C.S.I.: Место преступления Нью-Йорк | CSI: NY                              | Мелоди Констанца                     |
| 2007      | с  | Дожди                               | Raines                               | Анджелина Билингс                    |
| 2007      | с  | Американская стоматология           | American I*dentity                   | Линдси Симпсон                       |
| 2007—2008 | с  | Побег                               | Prison Break                         | Сьюзан Би Энтони/Гретхен Морган      |
| 2009      | с  | Теория Большого взрыва              | The Big Bang Theory                  | Проститутка Микаэла                  |
| 2010      | с  | Остаться в живых                    | Lost                                 | Ава                                  |
| 2011      | ф  | Обнажение / Под наблюдением         | Exposed                              | Эмили Беннетт                        |
| 2012      | с  | Касл                                | Castle                               | Kristina Coterra                     |
| 2013      | ф  | Мёрзлая земля                       | The Frozen Ground                    | Шелле Ринджелл                       |
| 2014—2017 | с  | Дневники вампира                    | The Vampire Diaries                  | доктор Джозетт «Джо» Лафлин (Паркер) |
| 2014—2018 | с  | Зажигай!                            | Hit the Floor                        | Лайонел Дэвенпорт                    |
| 2016      | с  | Люцифер                             | Lucifer                              | Ронни Хиллман                        |
| 2018      | с  | Наследие                            | Legacies                             | Джо Лафлин                           |